# Эль-Махвит (мухафаза)
Эль-Махвит (араб.  المحويت‎) — одна из мухафаз Йемена.

## География
Расположена на севере западной части страны. Граничит с мухафазами: Ходейда (на западе), Сана (на юго-востоке), Амран и Хадджа (на севере).

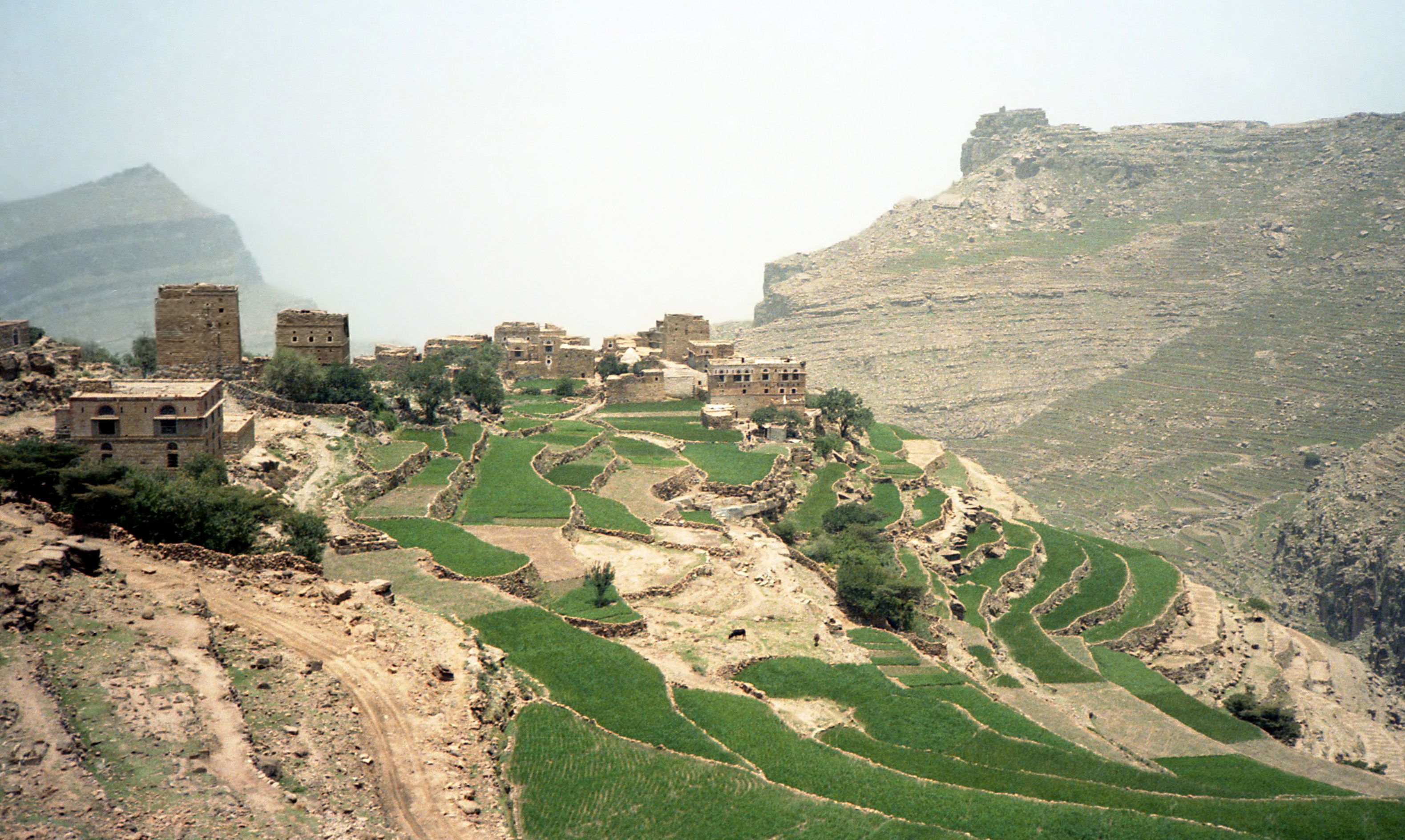
Сельскохозяйственные террасы у города Тавила в Махвите. Августь 1986 г.

Площадь составляет 2858 км². Административный центр — город Эль-Махвит.
Эль-Махвит — один из самых плодородных регионов Йемена. С его гор воды нескольких крупных вади вырываются на прибрежную равнину. В этом регионе растут: кофе в зёрнах, табак и различные фрукты.
В летнее время горы Эль-Махвит и террасы такие же зеленые, как и зеленая мухафаза Ибб. Климат и жители Эль-Махвита сочетают в себе черты гор и равнины.

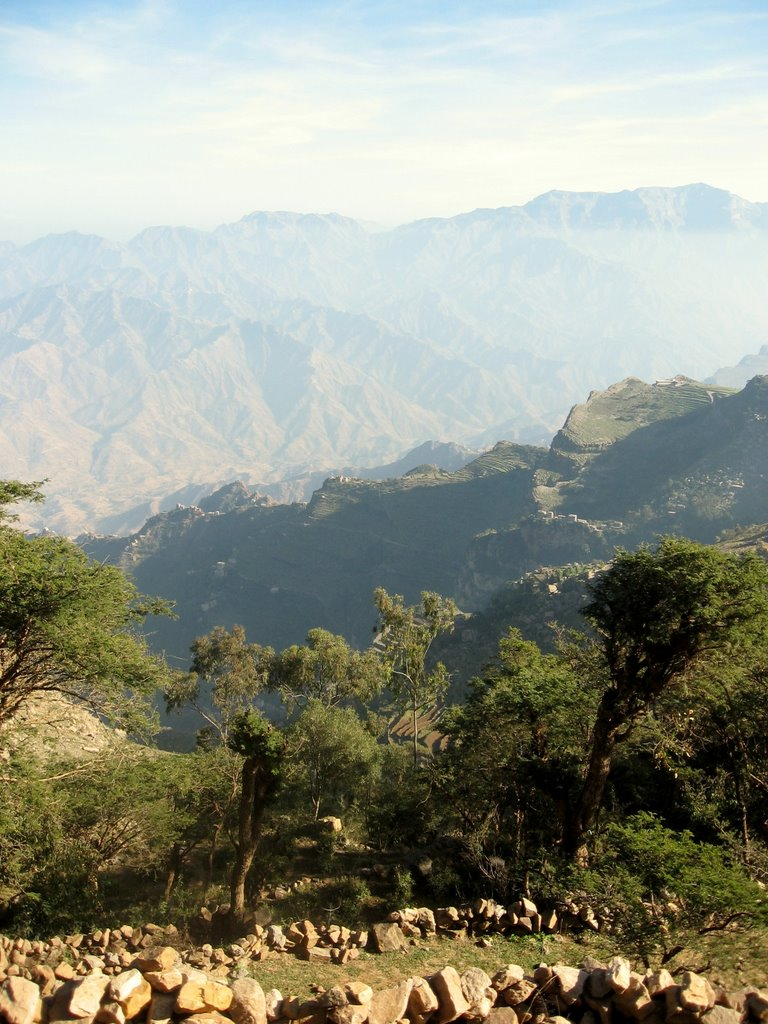
Аль-Махвит. Декабрь 2006 г.

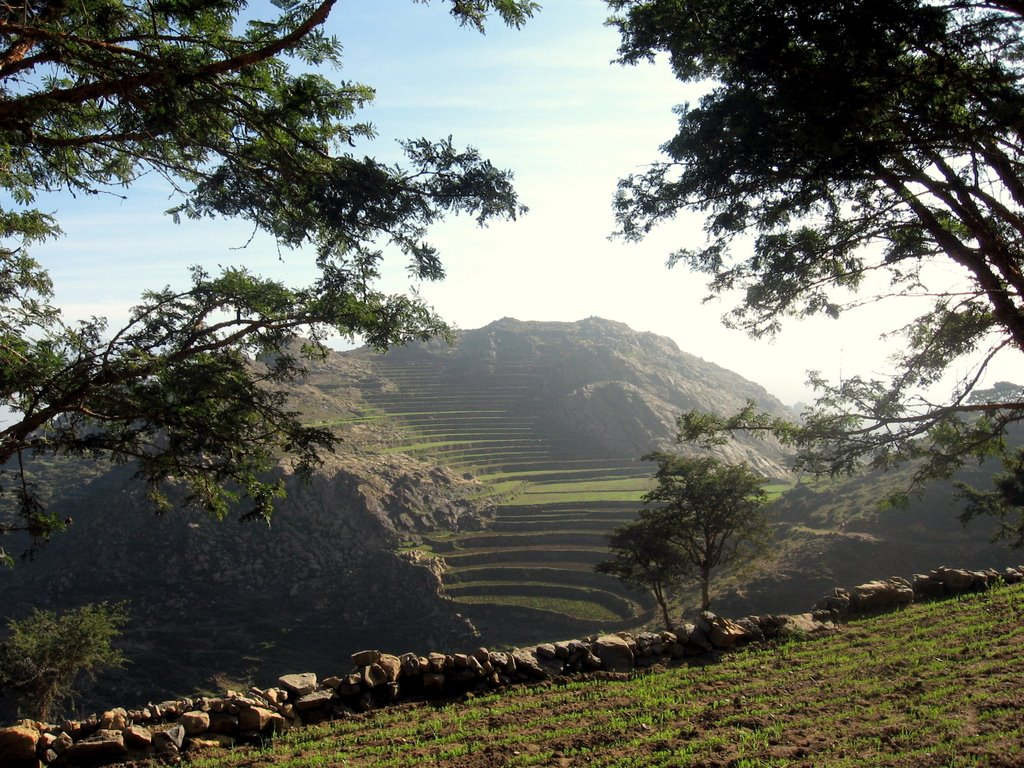
Ландшафт мухафазы Махвит. Декабрь 2012 г.

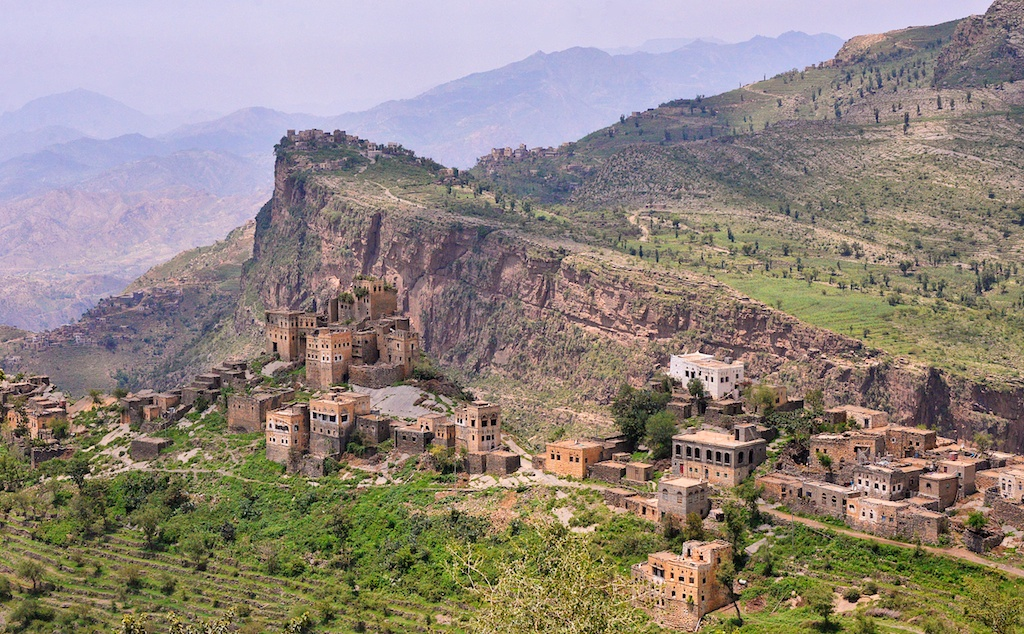
Селения в Махвите. Августь 2014 г.

На территории мухафазы Эль-Махвит находятся много численные вади, например:
- Вади Самаа (англ. Wadi Sama’a);
- Вади Эян (англ. Wadi Eyan);
- Вади Джумаат Сария (англ. Wadi Juma’t Saria);
- Вади Хаувар (англ. Wadi Hawar);
- Вади Боур (англ. Wadi Bour);
- Вади Аль-Hоудх (англ. Wadi Al-Hawdh);
- Вади Thabab (англ. Wadi Thabab);
- Вади Лаэаа (англ. Wadi Laa’a);
- Вади Аль-Ахджер (англ. Wadi Al-Ahjer), который раньше использовали для вращения мельниц;
- Вади Нэаван (англ. Wadi Naa’wan).[1]

Есть целый ряд высоких гор, наиболее известными из которых являются:
- Билад Гхайл (англ. Bilad Ghail);
- Хуфэш (англ. Hufash);
- Милхан (англ. Milhan);
- Бани Саад (англ. Bani Saad);
- Кэукабан (англ. Kawkaban);
- Аль-Дхилаа (англ. Al-Dhila);
- Аль-Каранаа в Ат-Тавила (англ. Al-Qarana’a in At-Tawila).[1]

## Население

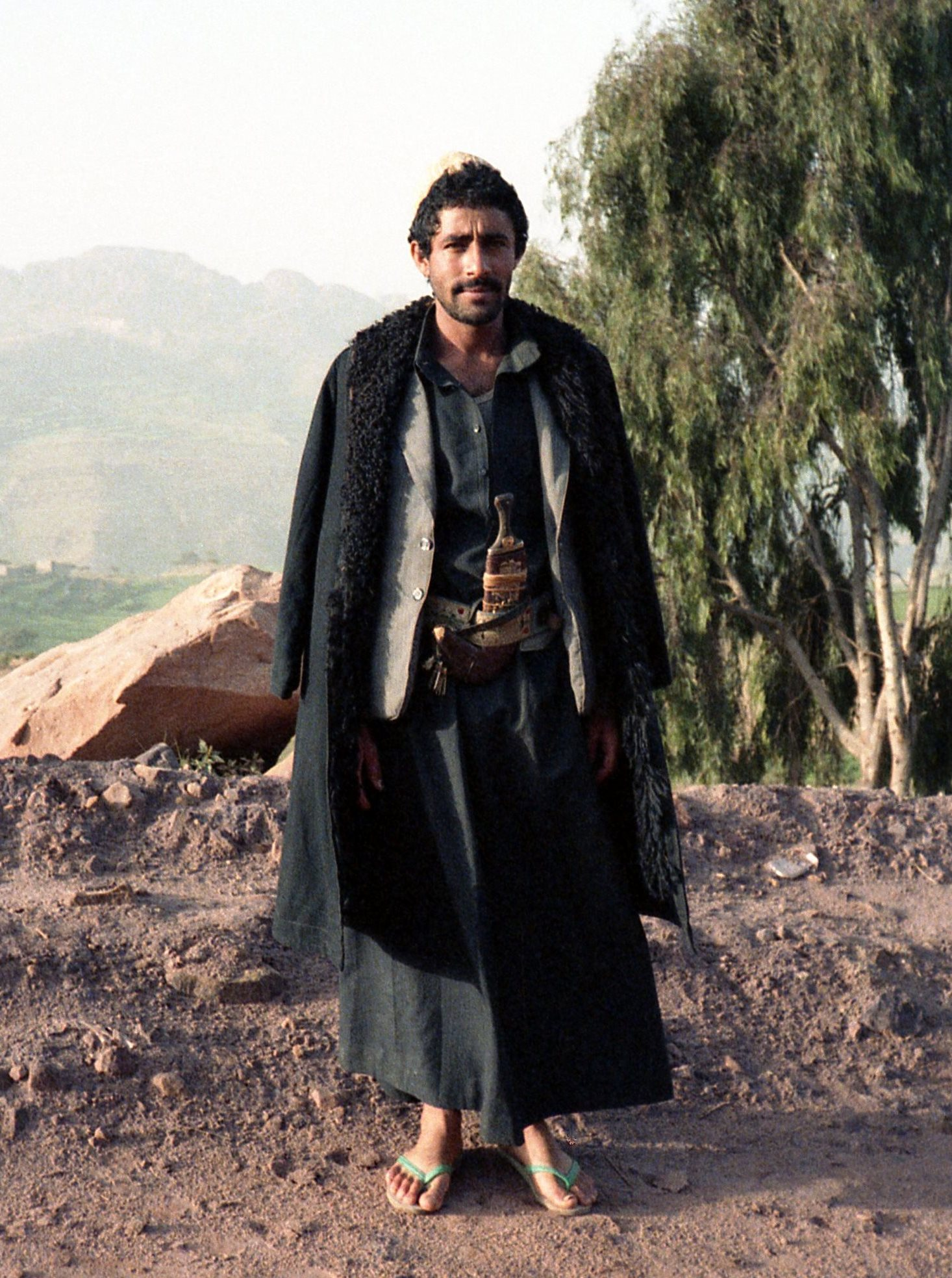
Мужчина у Ат-Тавила. 17 августа 1986 г.

По данным на 2013 год численность населения составляет 612 846 человек.
Динамика численности населения мухафазы по годам:
| 1988    | 1994    | 2004    | 2013    |
| ------- | ------- | ------- | ------- |
| 260 800 | 371 595 | 495 865 | 612 846 |

## Достопримечательности
В 40 км северо-западнее Саны в провинции Эль-Махвит простирается долина Аль-Мунакаб, над которой возвышаются горы. Этот регион известен своими горными городами-крепостями. Один из них — город Шибам (не путать с Шибамом в регионе Хадрамаут). Это древний город, на воротах которого можно увидеть надписи времён царства Саба. В Шибаме находится одна из старейших в Йемене мечетей. Она была построена около 1000 лет назад на месте древнего храма хамьяритов..
Из Шибама по проложенным в скалах ступеням можно пройти к деревне Кавкабан, которая стоит на высоте 2750 м. Кавкабан является одним из исторических мест Йемена, где проживали шиитские зейдиты и где отдыхали и скрывались от преследования йеменские короли. На улицах Кавкабана расположены старинные мечети, дома, крепостные стены и ворота.
В 30 км западнее от Шибама находится ещё один город-крепость — Ат-Тавила. Здесь находятся жилые дома, построенные из больших каменных блоков. На возвышающемся над городом плато расположились руины крепости Мутахар-Бин-Шараф-Уддин V века н. э.
Горная провинция Эль-Махвит — популярное место для занятий пешим туризмом. В каждом городе провинции есть проводники, которые могут провести туристов по основным достопримечательностям.